# Едмунд Вахенфельд
Едмунд Вахенфельд (нім. Edmund Wachenfeld; 24 листопада 1878, Мюльгаузен — 4 грудня 1958, Грефельфінг) — німецький офіцер, генерал артилерії вермахту. Кавалер Німецького хреста в сріблі. 

## Біографія
1 липня 1896 року вступив у 10-й піший артилерійський полк. Закінчив Військову академію (1909), в 1910-13 служив у Великому Генштабі. У 1912 пройшов підготовку льотчика-спостерігача. Учасник Першої світової війни; з 27 січня 1915 року — начальник оперативного відділу штабу 9-ї, з 1 жовтня 1916 року — 221-ї піхотної дивізії. З січня 1918 року служив у штабі головнокомандувача на Сході. У 1919-20 служив при комісії з перемир'я. Після демобілізації армії залишений в рейхсвері. З 1 жовтня 1920 року — начальник оперативного відділу штабу командування 1-ї групи сухопутних військ, з 1 липня 1923 року — командир 1-го дивізіону 5-го артилерійського полку. 1 лютого 1925 року переведений в штаб 6-ї дивізії, 15 листопада 1927 року призначений командиром 1-го артилерійського полку, а 1 жовтня 1929 року — командувачем артилерією 1-го військового округу. З 1 жовтня 1930 року — начальник штабу командування 1-ї групи сухопутних військ. 30 листопада 1932 року вийшов у відставку. 1 квітня 1934 року поступив на службу в люфтваффе і призначений президентом авіаційної служби в Кенігсберзі. З 1 березня 1935 року — начальник 1-го (Кенігсберг), з 1 квітня 1935 року — 3-го авіаційного округу зі штаб-квартирою в Дрездені. 1 червня 1937 року призначений генералом люфтваффе при головнокомандувачі сухопутними військами. В ході масової чистки армії, 4 лютого 1938 року переведений на посаду офіцера для особливих доручень при головнокомандувачі люфтваффе, а 31 березня 1938 року звільнений у відставку. У серпні 1939 року призваний в армію і 26 серпня 1939 року поставлений на чолі 7-го військового округу. 28 лютого 1943 року звільнений у відставку.

## Звання
- Фанен-юнкер (1 липня 1896)
- Фенріх (27 січня 1897)
- Другий лейтенант (18 жовтня 1897)
- Оберлейтенант (19 лютого 1908)
- Гауптман (22 березня 1912)
- Майор (18 грудня 1916)
- Оберстлейтенант (1 лютого 1922)
- Оберст (1 лютого 1926)
- Генерал-майор (1 жовтня 1929)
- Генерал-лейтенант (1 квітня 1932)
- Генерал артилерії запасу (30 листопада 1932)
- Генерал авіації (1 жовтня 1935)
- Генерал артилерії (1 квітня 1940)

## Нагороди
- Столітня медаль
- Орден Червоного орла 4-го класу
- Залізний хрест 2-го і 1-го класу
- Орден «За заслуги» (Баварія) 4-го класу з мечами
- Орден Альберта (Саксонія), лицарський хрест 1-го класу з мечами
- Ганзейський Хрест (Гамбург, Бремен і Любек)
- Орден Залізної Корони 3-го класу з військовою відзнакою (Австро-Угорщина)
- Хрест «За військові заслуги» (Австро-Угорщина) 3-го класу з військовою відзнакою
- Військова медаль (Османська імперія)
- Королівський орден дому Гогенцоллернів, лицарський хрест з мечами
- Орден «За військові заслуги» (Болгарія), командорський хрест
- Хрест «За вислугу років» (Пруссія)
- Почесний хрест ветерана війни з мечами
- Медаль «За вислугу років у Вермахті» 4-го, 3-го, 2-го, 1-го і особливого класу (40 років)
- Хрест Воєнних заслуг 2-го і 1-го класу з мечами
- Німецький хрест в сріблі (30 квітня 1943)